# Mexolidia terminata
Mexolidia terminata är en insektsart som beskrevs av Nielson 1983. Mexolidia terminata ingår i släktet Mexolidia och familjen dvärgstritar. Inga underarter finns listade i Catalogue of Life.